# Mary Ann Cotton

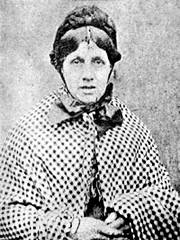
Mary Ann Cotton, um 1870

Mary Ann Cotton (* 31. (?) Oktober 1832 in Low Moorsley, Sunderland als Mary Ann Robson; † 24. März 1873 in Durham) war eine britische Serienmörderin in der Viktorianischen Ära.

## Leben
Sie war die erste Tochter von Michael Robson und Margret, geborene Landsale. Als sie acht Jahre alt war, zogen ihre Eltern nach Murton in der Grafschaft Durham. Im Februar 1842 starb ihr Vater bei einem Sturz im Bergwerk. Da sie in einer Mitarbeiterwohnung lebten, wurden sie auch wohnungslos. 1843 heiratete ihre Mutter George Stott (1816–1895).

## Morde
Im Alter von 19 Jahren heiratete Cotton 1852 den 26-jährigen Arbeiter William Mowbray, mit dem sie neun Kinder bekam. Nach und nach starben alle Kinder bis auf ihre Tochter Isabella, als Todesursache wurde immer „gastrisches Fieber“ angegeben. Am 18. Januar 1864 starb auch der Ehemann und Cotton bekam die Lebensversicherung in Höhe von 35 Pfund Sterling (3371 Pfund Sterling 2019) ausbezahlt. Nun gab Cotton Isabella zu ihrer Mutter und zog nach Sunderland, wo sie als Krankenpflegerin arbeitete.
1865 heiratete sie einen Patienten, den 32-jährigen George Ward. Dieser war an Krebs erkrankt, aber verstarb 1866 dann doch sehr plötzlich. Er hinterließ ebenfalls eine Lebensversicherung.
Im November 1866 stellte der Schiffsbauer James Robinson Cotton als Haushälterin ein. Einen Monat später starb John, das Baby von Robinson. Anschließend tröstete er sich mit Cotton und diese wurde schwanger.
Cottons Mutter lebte in Seaham Harbour in Durham und als sie krank wurde, eilte Cotton zu ihr. Neun Tage nach ihrer Ankunft starb die Mutter im Alter von 54 Jahren im Frühling 1867.
Cotton zog mit ihrer Tochter Isabella zu Robinson, aber Isabella starb kurz darauf. Ebenso die Kinder Robinsons Elizabeth und James. Alle drei Kinder wurden Ende April/Anfang Mai 1867 beigesetzt. Für den Tod von Isabella erhielt Cotton eine Lebensversicherung von £5 10s 6d. Am 11. August 1867 heiraten Robinson und Cotton in St. Michael in Bishopwearmouth. Ihr gemeinsames Kind Margaret Isabella wurde im November geboren, starb aber bereits im Februar 1868. Am 18. Juni 1869 wurde der gemeinsame Sohn George geboren. Als Cotton Robinson bat, eine Lebensversicherung abzuschließen, wurde er misstrauisch. Er fand heraus, dass sie sein Geld veruntreute und die Möbel verpfändete. Daraufhin warf er sie aus dem Haus, behielt aber George bei sich.
Über ihre Freundin Margaret Cotton lernte sie deren Bruder Frederik kennen. Dieser war Witwer und hatte bereits zwei seiner vier Kinder verloren. Margaret kümmerte sich um die beiden Kinder. Margaret starb Ende März 1870 an einer unbestimmten Magenerkrankung. Gleichzeitig war sie zum zwölften Mal schwanger. Am 17. September 1870 heiraten Frederik und Mary in St. Andrews in Newcastle upon Tyne, obwohl Mary Ann noch mit Robinson verheiratet war. Anfang 1871 kam Sohn Robert zu Welt. Im Dezember 1871 starb Cotton an Magenfieber. Er und seine Söhne hatten ebenfalls eine Lebensversicherung zu Gunsten von Mary Ann. Im März 1872 starben Frederik Cotton junior und kurz darauf das 14 Monate alte Baby Robert. Joseph Nattrass, ein reicher Liebhaber, änderte kurz darauf sein Testament zu ihren Gunsten von Mary Ann und starb am 19. September 1871 ebenfalls.
Es lebte also nur noch ihr Stiefsohn Charles Edward Cotton. Dem Gemeindebeamten Reiley gegenüber meinte sie, dass ihr noch Charles Edward im Weg wäre und er wie alle Cottons bald sterben werde. Als Charles Edward fünf Tage später starb, ging Mary Ann zuerst in ein Versicherungsbüro. Dieses teilte ihr mit, dass die Lebensversicherung erst nach Ausstellung der Todesurkunde ausgezahlt würde. Als Reiley vom Todesfall erfuhr, veranlasste er eine genauere Untersuchung. Bei der Obduktion wurde Arsenik im Magen des Opfers festgestellt. Danach stellten die lokalen Zeitungen fest, dass Mary Ann Cotton in ganz Nordengland gelebt hatte und drei Ehemänner, einen Liebhaber, eine Freundin, ihre Mutter und elf Kinder verloren hatte. Alle starben an Magenfieber.

## Verurteilung
Ihr dreizehntes Kind, Margaret Edith, gebar sie im Januar 1873 im Gefängnis. Im März wurde sie aus juristischen Gründen nur des Mordes an ihrem siebenjährigen Stiefsohn Charles Edward angeklagt und zum Tode verurteilt. Am 24. März 1873 wurde Cotton im Bezirksgefängnis von Durham gehängt.
Je nach Quelle wird von 14 bis 21 Opfern ausgegangen. Es überlebten sie nur ihre Kinder Margaret Edith und George. Ihr Name wurde zum Synonym für Arsenvergiftungen.